# 族内婚
族内婚（ぞくないこん、英語: Endogamy）は、同一の一族の者同士の結婚である。

## 概説
中国では魏代から南北朝時代において身分が重視されるようになり、その結果同じ身分の者同士の族内婚が推し進められたこともあった。
中華人民共和国の内モンゴル自治区においては、モンゴル族が漢民族と通婚している場合があり、この場合は族内婚を採っているモンゴル族コミュニティーの内部で自らの民族意識がより強固となっていたという報告がある。この理由として、結婚する人達の民族意識と族内婚に関連が認められないことから、通婚で生まれた子供達が民族アイデンティティーにおいて混血度の問題で葛藤していることが原因として挙げられている。
日本人やユダヤ人などによく見られるが、これらの民族の間でも極度の近親婚は忌み嫌われる傾向にある。一般的な欧米人と比べ、日本人やユダヤ人はいとこ婚に対して文化的に寛容な傾向がある。
日本の場合はその国家形成において、中国のような経済的発展に基づいた自然な氏族制度を採用せず、天皇の下に統制された賜姓制度を採っていたために、国家的に氏族の分散が奨励され、より小規模な家制度が確立された。そのため、中国のような同姓不婚制が成立せず、古くから行われてきた血族結婚の氏族概念での抑制が働かずに、族内婚が行われてきたのではないか、と指摘されている。